# Лобанюк Олесь Іванович
Олесь Іванович Лобанюк (біл. Алесь Іванавіч Лабанок; *13 вересня 1944, Мінськ — †19 вересня 2005, Вітебськ) — білоруський актор. Заслужений артист Білорусі (1996).

## Біографія
Закінчив Білоруський театрально-мистецький інститут (1968). З 1969 працював у Білоруському національному драматичному академічному театрі імені Якуба Коласа.

## Ролі у театрі
- Степан Пасіора (Дзвони Вітебська", Володимир Короткевич)
- Хорст («Історія гріха», С. Жаромскі)
- Святар («Матітка Кураж», Бертольт Брехт)
- Старий («Крісла», Альберт Камю)
- Епіходов («Вишневий сад», Антон Чехов)
- Поприщин («Записки дурня», за Миколою Гоголем)